# Franz Karl Alter

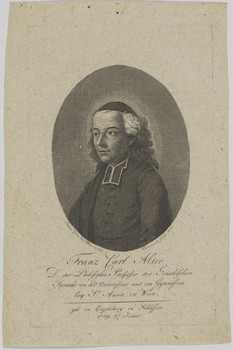
Bildnis des Franz Carl Alter, gestochen von Anton Wachsmann

Franz Karl Alter (* 27. Januar 1749 in Engelsberg, bei Freudenthal, Österreichisch-Schlesien; † 29. Mai 1804 in Wien) war ein Sprachwissenschaftler.

## Leben
Franz Karl Alter wurde am Olmützer Gymnasium vorgebildet und trat 1766 in den Jesuitenorden ein. Nach der Aufhebung des Jesuitenordens 1773 zog er nach Wien. Anschließend studierte er Kirchengeschichte, griechische sowie die Hebräische Sprache an der Universität Prag, um an einem dortigen Gymnasium zu unterrichten. Nachdem er anschließend in Wien am Öffentlichen Gymnasium der Stiftung Theresianische Akademie Lehrer war, wurde er 1779 als Wissenschaftlicher Mitarbeiter an der Bibliothek der Universität Wien angestellt. 1777 bis 1779 war er daneben Lehrer in der Wiener Pfarrgemeinde St. Anna. Zugleich hielt er an der Universität Vorlesungen in Diplomatik. Er beherrschte sowohl Orientalische als auch Slawische Sprachen und befasste sich mit dem Hellenismus; seine sprachliche Begabung ergab sich aus der schriftstellerischen Tätigkeit. Er stand u. a. mit dem Jesuiten und Sprachgelehrten Lorenzo Hervás y Panduro in Kontakt. In dem von Alter selbst veröffentlichten Werkverzeichnis (s. u.) zählt er insgesamt 234 eigene Publikationen, worunter sich auch viele kurze Notizen zu Neuveröffentlichungen, Auszüge aus seiner Korrespondenz, Nachrufe u. ä. befinden.

## Werke (Auswahl)
- (Übs.:) Uebersicht verschiedener Ausgaben der griechischen und römischen Classiker mit Anmerkungen, von Edward Harwood. Wien 1778 (Digitalisat)
- Bibliographische Nachrichten von verschiedenen Ausgaben orientalischer Bibeltexte, und der Kirchenväter. Wien 1779 (Digitalisat)
- Novum Testamentum ad codicem Vindobonensem Graece expressum. Varietatem lectionis addidit Franciscus Carolus Alter. Bd. 1 Wien 1787 (Digitalisat), Bd. 2 Wien 1786 (Digitalisat)
- M. Tulli Ciceronis Quaestiones academicae, Tusculanae, de finibus bonorum et malorum et de fato ad editionem Gronovii. Wien 1786 (Digitalisat)
- Titi Lucretii Cari De rerum natura libri sex ad codicem Vindobonensem expressi. Wien 1787 (Digitalisat)
- Homeri Ilias ad codicem Vindobonensem Graece expressa. Wien 1789 (Digitalisat Bd. 1)
- Homeri Odyssea Graece novis curis expressa. Wien 1794 (Digitalisat)
- Χρονικον Γεωργιου Φραντζη Του Προτοβεστιαριου εις τεσσαρα βιβλια διαιρεθεν. Wien 1796 (Digitalisat)
- Ueber Georgianische Litteratur. Wien 1798 (Digitalisat) – enthält ab S. 165 ein umfangreiches Werkverzeichnis („Verzeichniss der von Franz Carl Alter ... herausgegebenen Werke und verschiedener Aufsätze mit Anmerkungen“, Nrn. I–LIII)
- Philologisch-kritische Miscellaneen. Wien 1799 (Digitalisat) – enthält ab S. 246 den „Erste[n] Nachtrag“ zum Werkverzeichnis (Nrn. LIV–LVI)
- Ueber die Samskrdamische Sprache vulgo Samskrit. Wien 1799 (Digitalisat) – enthält ab S. 175 den „Zweite[n] Nachtrag“ zum Werkverzeichnis (Nrn. LVII–LXII)
- Beitrag zur praktischen Diplomatik für Slaven, vorzüglich für Böhmen. Wien 1801 (Digitalisat) – enthält ab S. 150 den „Dritte[n] Nachtrag“ zum Werkverzeichnis (Nrn. LXIII–CLXV)
- Ueber die Tagalische Sprache. Wien 1803 (Digitalisat) – enthält ab S. 61 den „Vierte[n] Nachtrag“ zum Werkverzeichnis (Nrn. CLXVI–CCXXXIV)